# Ephoria gaby
Ephoria gaby là một loài bướm đêm trong họ Geometridae.